# Maleisië op de Olympische Zomerspelen 2012
Maleisië nam deel aan de Olympische Zomerspelen 2012 in Londen, Verenigd Koninkrijk.

## Medailleoverzicht
| Sport          | Olympiër         | Onderdeel      | Medaille |
| -------------- | ---------------- | -------------- | -------- |
| Badminton      | Lee Chong Wei    | enkelspel (m)  | Zilver   |
| Schoonspringen | Pandelela Rinong | 10 m toren (v) | Brons    |

## Deelnemers en resultaten
(m) = mannen, (v) = vrouwen

### Atletiek
| Olympiër              | Onderdeel        | Resultaat | Prestatie                            |
| --------------------- | ---------------- | --------- | ------------------------------------ |
| Lee Hup Wei           | hoogspringen (m) | 30e       | kwalificatie groep A: 14de met 2,16m |
|                       |                  |           |                                      |
| Noraseela Mohd Khalid | 400m horden (v)  | 39e       | serie 2: 8ste in 1.00,16             |

### Badminton
| Olympiër                     | Onderdeel          | Resultaat | Prestatie |
| ---------------------------- | ------------------ | --------- | --- |
| Lee Chong Wei                | enkelspel (m)      | Zilver    | groep A: 1ste W van FIN Lang: 2-1 (21-8, 14-21, 21-11) 2de ronde: W van INA Santoso: 2-0 (21-12, 21-8) kwartfinale: W van IND Parupalli: 2-0 (21-19, 21-11) halve finale: W van CHN Chen: 2-0 (21-13, 21-14) finale: V van CHN Lin: 1-2 (21-15, 10-21, 19-21)                                                |
| Koo Kien Keat Tan Boon Heong | dubbelspel (m)     | 4e        | groep D: 2de W van JPN Kawamae/Sato: 2-0 (21-12, 21-14) W van USA Bach/Gunawan: 2-0 (21-12, 21-14) V van KOR Cung/Lee: 0-2 (16-21, 11-21) kwartfinale: W van THA Isara/Jongjit: 2-0 (21-16, 21-18) halve finale: V van CHN Cai/Fu: 0-2 (9-21, 19-21) bronzen finale: V van KOR Chung/Lee: 0-2 (21-23, 10-21) |
|                              |                    |           | |
| Tee Jing Yi                  | enkelspel (v)      | 17e       | groep B: 2de V van KOR Bae: 1-2 (21-16, 15-21, 12-21) W van ITA Allegrini: 2-0 (21-7, 21-14) |
|                              |                    |           | |
| Chan Peng Soon Goh Liu Ying  | gemengd dubbelspel | 13e       | groep D: 4de V van TPE Chen/Cheng: 1-2 (12-21, 21-6, 15-21) V van CHN Xu/Ma: 0-2 (14-21, 8-21) V van THA Prapakamol/Thoungthongkam: 0-2 (16-21, 15-21) |

### Boogschieten
| Olympiër                                               | Onderdeel       | Resultaat | Prestatie |
| ------------------------------------------------------ | --------------- | --------- | --- |
| Cheng Chu Sian                                         | individueel (m) | 33e       | kwalificatie: 45ste met 658 punten 1ste ronde: V van MAS Mohamad: 4-6 |
| Haziq Kamaruddin                                       | individueel (m) | 33e       | kwalificatie: 48ste met 654 punten (48e) 1ste ronde: V van KAZ Gankin: 4-6                                                                                               |
| Khairul Anuwar Mohamad                                 | individueel (m) | 6e        | kwalificatie: 20ste met 669 punten 1ste ronde: W van MAS Sian: 6-4 2de ronde: W van CHN Xing: 6-5 3de ronde: W van GBR Godfrey: 6-5 kwartfinale: V van JPN Furukawa: 2-6 |
| Cheng Chu Sian Haziq Kamaruddin Khairul Anuwar Mohamad | team (m)        | 9e        | kwalificatie: 10de met 1981 punten ( 1ste ronde: V van Mexico: 211-216                                                                                                   |
|                                                        |                 |           | |
| Nurul Syafiqah Hashim                                  | individueel (v) | 33e       | kwalificatie: 60ste met 599 punten 1ste ronde: V van TPE Lin: 2-6 |

### Schermen
| Olympiër     | Onderdeel | Resultaat | Prestatie                                                             |
| ------------ | --------- | --------- | --------------------------------------------------------------------- |
| Yu Peng Kean | sabel (m) | 17e       | 1ste ronde: W van EGY Zeid: 15-12 2de ronde: V van HUN Szilágyi: 1-15 |

### Schietsport
| Olympiër               | Onderdeel           | Resultaat | Prestatie                                        |
| ---------------------- | ------------------- | --------- | ------------------------------------------------ |
| Nur Suryani Muhd Taibi | 10m luchtgeweer (v) | 34e       | kwalificatie: 34ste met 392 punten (98-97-99-99) |

### Schoonspringen
| Olympiër                               | Onderdeel               | Resultaat | Prestatie                                                                                             |
| -------------------------------------- | ----------------------- | --------- | --- |
| Huang Qiang                            | 3m plank (m)            | 19e       | voorronde: 19de met 433,85 punten                                                                     |
| Yeoh Ken Nee                           | 3m plank (m)            | 10e       | voorronde: 10de met 452,60 punten halve finale: 12de met 441,65 punten finale: 10de met 437,45 punten |
| Bryan Nickson Lomas                    | 10m toren (m)           | 19e       | voorronde: 19de met 434,95 punten                                                                     |
| Huang Qiang Bryan Nickson Lomas        | 3m plank synchroon (m)  | 8e        | 405,09 punten                                                                                         |
|                                        |                         |           | |
| Cheong Jun Heong                       | 3m plank (v)            | 20e       | voorronde: 20ste met 272,45 punten                                                                    |
| Ng Yan Yee                             | 3m plank (v)            | 24e       | voorronde: 24ste met 257,85 punten                                                                    |
| Pandelela Rinong Pamg                  | 10m toren (v)           | Brons     | voorronde: 2de met 349,00 punten halve finale: 5de met 352,50 punten finale: 3de met 359,20 punten    |
| Traisy Vivien Tukiet                   | 10m toren (v)           | 22e       | voorronde: 22ste met 285,00 punten (22e)                                                              |
| Cheong Jun Heong Pandelela Rinong Pamg | 3m plank synchroon (v)  | 8e        | 283,50 punten                                                                                         |
| Leong Mun Yee Pandelela Rinong Pamg    | 10m toren synchroon (v) | 7e        | 308,52 punten                                                                                         |

### Wielersport
| Olympiër                      | Onderdeel        | Resultaat | Prestatie |
| Baan                          | Baan             | Baan      | Baan |
| ----------------------------- | ---------------- | --------- | --- |
| Azizulhasni Awang             | keirin (m)       | 6e        | 1ste ronde: 2de 2de ronde: 2de finale: 6de |
| Azizulhasni Awang             | sprint (m)       | 8e        | kwalificatie: 11de in 10,226 1ste ronde: W van CHN Zhang: 10,473 2de ronde: V van RUS Dmitrjev 2de ronde herkansingen: 1ste in 10,456 kwartfinale: V van GBR Kenny: 0-2 5-8ste plek: 4de |
|                               |                  |           | |
| Fatehah Mustapa               | keirin (v)       | 15e       | 1ste ronde: 4de herkansingen: 5de |
| Weg                           |                  |           | |
| Mohammed Adiq Husainie Othman | wegwedstrijd (m) | DNF       | niet gefinisht |
| Amir Mustafa Rusli            | wegwedstrijd (m) | DNF       | niet gefinisht |

### Zeilen
| Olympiër                   | Onderdeel | Resultaat | Prestatie                                   |
| -------------------------- | --------- | --------- | ------------------------------------------- |
| Khairul Nizam Mohd Affendy | laser (m) | 47e       | 394 punten: (42-47-48-47-47-44-37-45-40-45) |

### Zwemmen
| Olympiër     | Onderdeel           | Resultaat | Prestatie               |
| ------------ | ------------------- | --------- | ----------------------- |
| Khoo Cai Lin | 800m vrije slag (v) | 30e       | serie 2: 6de in 8.51,18 |
| Open water   |                     |           |                         |
| Heidi Gan    | 10km (v)            | 16e       | 2:00.45,0               |

Afghanistan · Albanië · Algerije · Amerikaanse Maagdeneilanden · Amerikaans-Samoa · Andorra · Angola · Antigua en Barbuda · Argentinië · Armenië · Aruba · Australië · Azerbeidzjan · Bahama's · Bahrein · Bangladesh · Barbados · België · Belize · Benin · Bermuda · Bhutan · Bolivia · Bosnië en Herzegovina · Botswana · Brazilië · Britse Maagdeneilanden · Brunei · Bulgarije · Burkina Faso · Burundi · Cambodja · Canada · Centraal-Afrikaanse Republiek · Chili · China · Chinees Taipei · Colombia · Comoren · Congo-Brazzaville · Congo-Kinshasa · Cookeilanden · Costa Rica · Cuba · Cyprus · Denemarken · Djibouti · Dominica · Dominicaanse Republiek · Duitsland · Ecuador · Egypte · El Salvador · Equatoriaal-Guinea · Eritrea · Estland · Ethiopië · Fiji · Filipijnen · Finland · Frankrijk · Gabon · Gambia · Georgië · Ghana · Grenada · Griekenland · Groot-Brittannië · Guam · Guatemala · Guinee · Guinee‑Bissau · Guyana · Haïti · Honduras · Hongarije · Hongkong · Ierland · IJsland · India · Indonesië · Irak · Iran · Israël · Italië · Ivoorkust · Jamaica · Japan · Jemen · Jordanië · Kaaimaneilanden · Kaapverdië · Kameroen · Kazachstan · Kenia · Kirgizië · Kiribati · Koeweit · Kroatië · Laos · Lesotho · Letland · Libanon · Liberia · Libië · Liechtenstein · Litouwen · Luxemburg · Macedonië · Madagaskar · Malawi · Maldiven · Maleisië · Mali · Malta · Marshalleilanden · Marokko · Mauritanië · Mauritius · Mexico · Micronesië · Moldavië · Monaco · Mongolië · Montenegro · Mozambique · Myanmar · Namibië · Nauru · Nederland · Nepal · Nicaragua · Nieuw-Zeeland · Niger · Nigeria · Noord-Korea · Noorwegen · Oeganda · Oekraïne · Oezbekistan · Oman · Oostenrijk · Oost-Timor · Pakistan · Palau · Palestina · Panama · Papoea-Nieuw-Guinea · Paraguay · Peru · Polen · Portugal · Puerto Rico · Qatar · Roemenië · Rusland · Rwanda · Saint Kitts en Nevis · Saint Lucia · Saint Vincent en Grenadines · Salomonseilanden · Samoa · San Marino · Sao Tomé en Principe · Saoedi-Arabië · Senegal · Servië · Seychellen · Sierra Leone · Singapore · Slovenië · Slowakije · Soedan · Somalië · Spanje · Sri Lanka · Suriname · Swaziland · Syrië · Tadzjikistan · Tanzania · Thailand · Togo · Tonga · Trinidad en Tobago · Tsjaad · Tsjechië · Tunesië · Turkije · Turkmenistan · Tuvalu · Uruguay · Vanuatu · Venezuela · Verenigde Arabische Emiraten · Verenigde Staten · Vietnam · Wit-Rusland · Zambia · Zimbabwe · Zuid-Afrika · Zuid-Korea · Zweden · Zwitserland · Onafhankelijke atleten